# Date un respiro
Date un respiro fue un programa de televisión, emitido por la cadena española Telecinco en 1993.

## Formato
Se trataba de un magazine matinal, de dos horas de duración dirigido principalmente a una audiencia femenina, en el que tenían cabida entrevistas, concursos, humor, actuaciones musicales y consejos de belleza, moda y salud.

## Presentación
Fue presentado por las veteranas Laura Valenzuela, acompañada por Agustín Bravo.
Además, el espacio contaba con la colaboración de Carmen Sevilla, que presentaba la sección de consultorio sentimental y el mago y humorista Pepe Regueira.